# Cầu lông tại Đại hội Thể thao Đông Nam Á 2019
Cầu lông tại Đại hội Thể thao Đông Nam Á năm 2019 được tổ chức từ ngày 1 đến 9 tháng 12 năm 2019 tại Trung tâm Thể thao Muntinlupa, thành phố Muntinlupa, Metro Manila, Philippines. Chương trình thi đấu bao gồm bảy nội dung: đơn nam, đơn nữ, đôi nam, đôi nữ, đôi nam nữ, đồng đội nam và đồng đội nữ.

## Quốc gia tham dự
Tổng cộng có 117 vận động viên đến từ 8 quốc gia tham dự (số lượng vận động viên của từng quốc gia được ghi trong ngoặc đơn).
- Campuchia (6)
- Indonesia (20)
- Malaysia (20)
- Myanmar (6)
- Philippines (16)
- Singapore (19)
- Thái Lan (19)
- Việt Nam (11)

## Lịch trình thi đấu
Lịch thi đấu các nội dung cầu lông như sau (tất cả thời gian được tính theo Giờ Chuẩn Philippines – UTC+8):
| Ngày                | Giờ   | Nội dung     | Vòng      |
| ------------------- | ----- | ------------ | --------- |
| 1 tháng 12 năm 2019 | 09:00 | Đồng đội nữ  | Tứ kết    |
| 1 tháng 12 năm 2019 | 15:00 | Đồng đội nam | Tứ kết    |
| 2 tháng 12 năm 2019 | 09:00 | Đồng đội nữ  | Bán kết   |
| 2 tháng 12 năm 2019 | 15:30 | Đồng đội nam | Bán kết   |
| 3 tháng 12 năm 2019 | 10:00 | Đồng đội nữ  | Chung kết |
| 4 tháng 12 năm 2019 | 10:00 | Đồng đội nam | Chung kết |
| 5 tháng 12 năm 2019 | 09:00 | Đơn nam      | Vòng 1/8  |
| 5 tháng 12 năm 2019 | 09:00 | Đơn nữ       | Vòng 1/8  |
| 5 tháng 12 năm 2019 | 09:00 | Đôi nam nữ   | Vòng 1/8  |
| 6 tháng 12 năm 2019 | 17:00 | Đôi nam      | Vòng 1/8  |
| 6 tháng 12 năm 2019 | 17:00 | Đôi nữ       | Vòng 1/8  |
| 7 tháng 12 năm 2019 | 15:00 | Đơn nam      | Tứ kết    |
| 7 tháng 12 năm 2019 | 15:00 | Đơn nữ       | Tứ kết    |
| 7 tháng 12 năm 2019 | 15:00 | Đôi nam      | Tứ kết    |
| 7 tháng 12 năm 2019 | 15:00 | Đôi nữ       | Tứ kết    |
| 7 tháng 12 năm 2019 | 15:00 | Đôi nam nữ   | Tứ kết    |
| 8 tháng 12 năm 2019 | 13:00 | Đơn nam      | Bán kết   |
| 8 tháng 12 năm 2019 | 13:00 | Đơn nữ       | Bán kết   |
| 8 tháng 12 năm 2019 | 13:00 | Đôi nam      | Bán kết   |
| 8 tháng 12 năm 2019 | 13:00 | Đôi nữ       | Bán kết   |
| 8 tháng 12 năm 2019 | 13:00 | Đôi nam nữ   | Bán kết   |
| 9 tháng 12 năm 2019 | 12:00 | Đơn nam      | Chung kết |
| 9 tháng 12 năm 2019 | 12:00 | Đơn nữ       | Chung kết |
| 9 tháng 12 năm 2019 | 12:00 | Đôi nam      | Chung kết |
| 9 tháng 12 năm 2019 | 12:00 | Đôi nữ       | Chung kết |
| 9 tháng 12 năm 2019 | 12:00 | Đôi nam nữ   | Chung kết |

## Tóm tắt kết quả

### Bảng huy chương
| Hạng               | Đoàn               | Vàng | Bạc | Đồng | Tổng số |
| ------------------ | ------------------ | ---- | --- | ---- | ------- |
| 1                  | Malaysia (MAS)     | 3    | 2   | 5    | 10      |
| 2                  | Indonesia (INA)    | 3    | 2   | 2    | 7       |
| 3                  | Thái Lan (THA)     | 1    | 2   | 5    | 8       |
| 4                  | Singapore (SGP)    | 0    | 1   | 2    | 3       |
| Tổng số (4 đơn vị) | Tổng số (4 đơn vị) | 7    | 7   | 14   | 28      |

### Kết quả
| Đơn nam      | Lee Zii Jia · Malaysia | Loh Kean Yew · Singapore | Kantaphon Wangcharoen · Thái Lan |  |  |  |
| Đơn nam      | Lee Zii Jia · Malaysia | Loh Kean Yew · Singapore | Sitthikom Thammasin · Thái Lan |  |  |  |
| Đơn nữ       | Kisona Selvaduray · Malaysia | Ruselli Hartawan · Indonesia | Pornpawee Chochuwong · Thái Lan |  |  |  |
| Đơn nữ       | Kisona Selvaduray · Malaysia | Ruselli Hartawan · Indonesia | Nitchaon Jindapol · Thái Lan |  |  |  |
|              | | | |  |  |  |
| Đôi nam      | Malaysia · Aaron Chia · Soh Wooi Yik | Thái Lan · Bodin Isara · Maneepong Jongjit | Malaysia · Ong Yew Sin · Teo Ee Yi |  |  |  |
| Đôi nam      | Malaysia · Aaron Chia · Soh Wooi Yik | Thái Lan · Bodin Isara · Maneepong Jongjit | Indonesia · Wahyu Nayaka · Ade Yusuf |  |  |  |
| Đôi nữ       | Indonesia · Greysia Polii · Apriyani Rahayu | Thái Lan · Chayanit Chaladchalam · Phataimas Muenwong | Malaysia · Vivian Hoo · Yap Cheng Wen |  |  |  |
| Đôi nữ       | Indonesia · Greysia Polii · Apriyani Rahayu | Thái Lan · Chayanit Chaladchalam · Phataimas Muenwong | Malaysia · Chow Mei Kuan · Lee Meng Yean |  |  |  |
| Đôi nam nữ   | Indonesia · Praveen Jordan · Melati Daeva Oktavianti | Malaysia · Goh Soon Huat · Shevon Jemie Lai | Malaysia · Tan Kian Meng · Lai Pei Jing |  |  |  |
| Đôi nam nữ   | Indonesia · Praveen Jordan · Melati Daeva Oktavianti | Malaysia · Goh Soon Huat · Shevon Jemie Lai | Indonesia · Rinov Rivaldy · Pitha Haningtyas Mentari |  |  |  |
|              | | | |  |  |  |
| Đồng đội nam | Indonesia · Jonatan Christie · Anthony Sinisuka Ginting · Shesar Hiren Rhustavito · Firman Abdul Kholik · Fajar Alfian · Muhammad Rian Ardianto · Wahyu Nayaka · Ade Yusuf · Praveen Jordan · Rinov Rivaldy                              | Malaysia · Lee Zii Jia · Soong Joo Ven · Aidil Sholeh Ali Sadikin · Lim Chong King · Aaron Chia · Soh Wooi Yik · Ong Yew Sin · Teo Ee Yi · Goh Soon Huat · Tan Kian Meng                                                             | Singapore · Loh Kean Yew · Joel Koh · Jason Teh · Elaf Tan · Terry Hee · Loh Kean Hean · Danny Bawa Chrisnanta · Andy Kwek · Abel Tan · Toh Han Zhuo                                                   |  |  |  |
| Đồng đội nam | Indonesia · Jonatan Christie · Anthony Sinisuka Ginting · Shesar Hiren Rhustavito · Firman Abdul Kholik · Fajar Alfian · Muhammad Rian Ardianto · Wahyu Nayaka · Ade Yusuf · Praveen Jordan · Rinov Rivaldy                              | Malaysia · Lee Zii Jia · Soong Joo Ven · Aidil Sholeh Ali Sadikin · Lim Chong King · Aaron Chia · Soh Wooi Yik · Ong Yew Sin · Teo Ee Yi · Goh Soon Huat · Tan Kian Meng                                                             | Thái Lan · Kantaphon Wangcharoen · Sitthikom Thammasin · Khosit Phetpradab · Suppanyu Avihingsanon · Bodin Isara · Maneepong Jongjit · Kittisak Namdash · Kittinupong Kedren · Nipitphon Phuangphuapet |  |  |  |
| Đồng đội nữ  | Thái Lan · Ratchanok Intanon · Busanan Ongbamrungphan · Pornpawee Chochuwong · Nitchaon Jindapol · Jongkolphan Kititharakul · Rawinda Prajongjai · Puttita Supajirakul · Chayanit Chaladchalam · Phataimas Muenwong · Savitree Amitrapai | Indonesia · Gregoria Mariska Tunjung · Fitriani · Ruselli Hartawan · Greysia Polii · Apriani Rahayu · Ni Ketut Mahadewi Istarani · Siti Fadia Silva Ramadhanti · Ribka Sugiarto · Melati Daeva Oktavianti · Pitha Haningtyas Mentari | Malaysia · Soniia Cheah Su Ya · Kisona Selvaduray · Lee Ying Ying · Eoon Qi Xuan · Chow Mei Kuan · Lee Meng Yean · Vivian Hoo · Yap Cheng Wen · Lai Pei Jing · Shevon Jemie Lai                        |  |  |  |
| Đồng đội nữ  | Thái Lan · Ratchanok Intanon · Busanan Ongbamrungphan · Pornpawee Chochuwong · Nitchaon Jindapol · Jongkolphan Kititharakul · Rawinda Prajongjai · Puttita Supajirakul · Chayanit Chaladchalam · Phataimas Muenwong · Savitree Amitrapai | Indonesia · Gregoria Mariska Tunjung · Fitriani · Ruselli Hartawan · Greysia Polii · Apriani Rahayu · Ni Ketut Mahadewi Istarani · Siti Fadia Silva Ramadhanti · Ribka Sugiarto · Melati Daeva Oktavianti · Pitha Haningtyas Mentari | Singapore · Yeo Jia Min · Jaslyn Hooi · Grace Chua · Sito Jia Rong · Jin Yujia · Insyirah Khan · Shinta Mulia Sari · Crystal Wong · Tan Wei Han                                                        |  |  |  |